# ادونچر گالی
ادونچر گالی (به انگلیسی: Adventure Galley) یک کشتی بود که طول آن ۱۲۴ فوت (۳۸ متر) بود.